# Моє прекрасне нещастя
«Моє прекрасне нещастя» (англ. Beautiful Disaster) — американська романтична комедійна драма 2023 року, знята Роджером Кумблом за власним сценарієм. Фільм заснований на однойменному романі Джеймі Макгуайр 2011 року та розповідає про Еббі, першокурсницю коледжу, яка намагається протистояти своєму потягу до поганого хлопця Тревіса.
Фільм вийшов у кінотеатрах 12 квітня 2023 року, в цифровому вигляді — 2 травня 2023 року. Продовження «Моє прекрасне весілля» (або «Моє прекрасне нещастя 2») вийшло в кінотеатрах 24 січня 2024 року, в Україні — 1 лютого.

## Опис
На початку свого першого року в університеті Еббі (Вірджинія Гарднер) стикається з нелегкою ситуацією. Окрім адаптації до нового навчального середовища, головна проблема дівчини полягає в тому, щоб забути про своє минуле. Цю ситуацію ускладнює нав'язлива увага Тревіса (Ділан Спроус). Він щоранку бере участь у нелегальних боксерських поєдинках, а вдень відвідує Еббі, заважаючи їй. Хлопець пропонує угоду: якщо він програє наступний бій, то відмовиться від сексу протягом місяця, а якщо переможе — Еббі протягом наступного місяця буде жити разом із ним в його квартирі.

## Акторський склад
| Актор              | Роль            |
| ------------------ | --------------- |
| Ділан Спроус       | Тревіс Меддокс  |
| Вірджинія Гарднер  | Еббі Абернаті   |
| Лібе Барер         | Америка         |
| Остін Норт         | Шеплі           |
| Ніл Бішоп          | Паркер Гейс     |
| Браян Остін Грін   | Мік Абернаті    |
| Роб Естес          | Бенні           |
| Семюель Ларсен     | Джессі          |
| Майкл Кадлітц      | Джим Меддокс    |
| Деклан Майкл Лейрд | Тейлор Меддокс  |
| Мікі Дартфорд      | Тайлер Меддокс  |
| Джек Гескет        | Трентон Меддокс |
| Тревор Ван Уден    | Томас Меддокс   |
| Акшай Кумар        | Адам            |
| Отем Різер         | професор Фелдер |

## Виробництво
У 2012 році Warner Bros. Entertainment віддала права на фільм «Моє прекрасне нещастя», але проєкт так і не потрапив у розробку, і контракт Warner Bros. закінчився 13 травня 2014 року. У 2020 році його віддали Voltage Pictures. Виробництво почалося у 2021 році, режисером став Роджер Камбл, а серед акторського складу — Ділан Спроус, Роб Естес і Вірджинія Гарднер.
Основні зйомки проходили в Софії, Болгарія, 1 жовтня — 8 грудня 2021 року.
Проєкт отримав публічну критику через суперечливі ультраправі політичні заяви Макгуайр.

## Випуск
Фільм виходив у США лише два вечора, 12 та 13 квітня, у рамках Fathom Events. Він був випущений на цифрових платформах Vertical Entertainment 3 травня 2023 року. Фільм почав транслюватися на Hulu 11 серпня 2023 року.
Прокат в Україні — 13 квітня 2023 року.

## Сприйняття
Станом на 2 травня 2024 року, на вебсайті агрегатора рецензій Rotten Tomatoes 25 % із 8 відгуків критиків є позитивними із середньою оцінкою 4,5/10.

## Продовження
Продовження вийшло в кінотеатрах 24 січня 2024 року, прокат в Україні — з 1 лютого 2024 року.